# Comanda del Mas de la Garriga

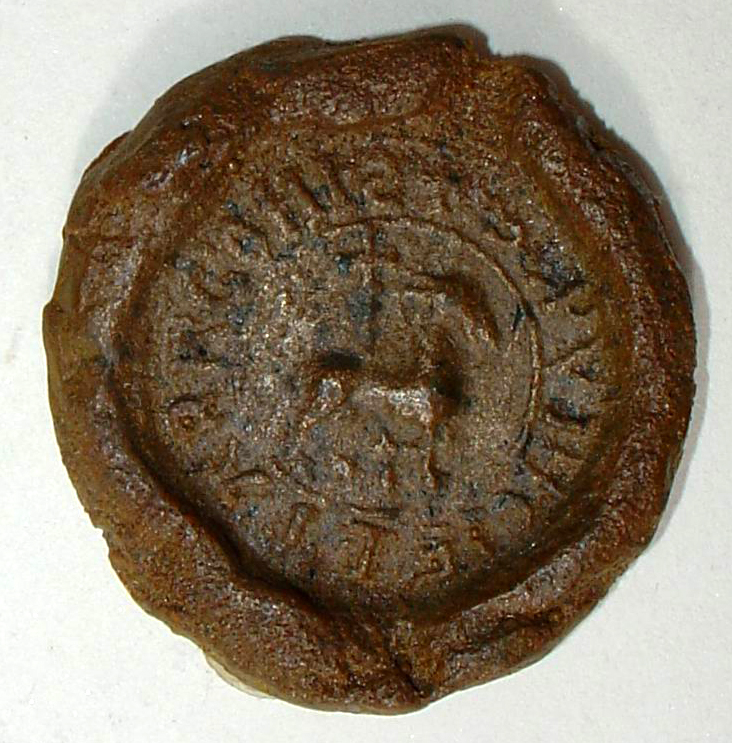
Segell del mestre de la província catalano-aragonesa del Temple.

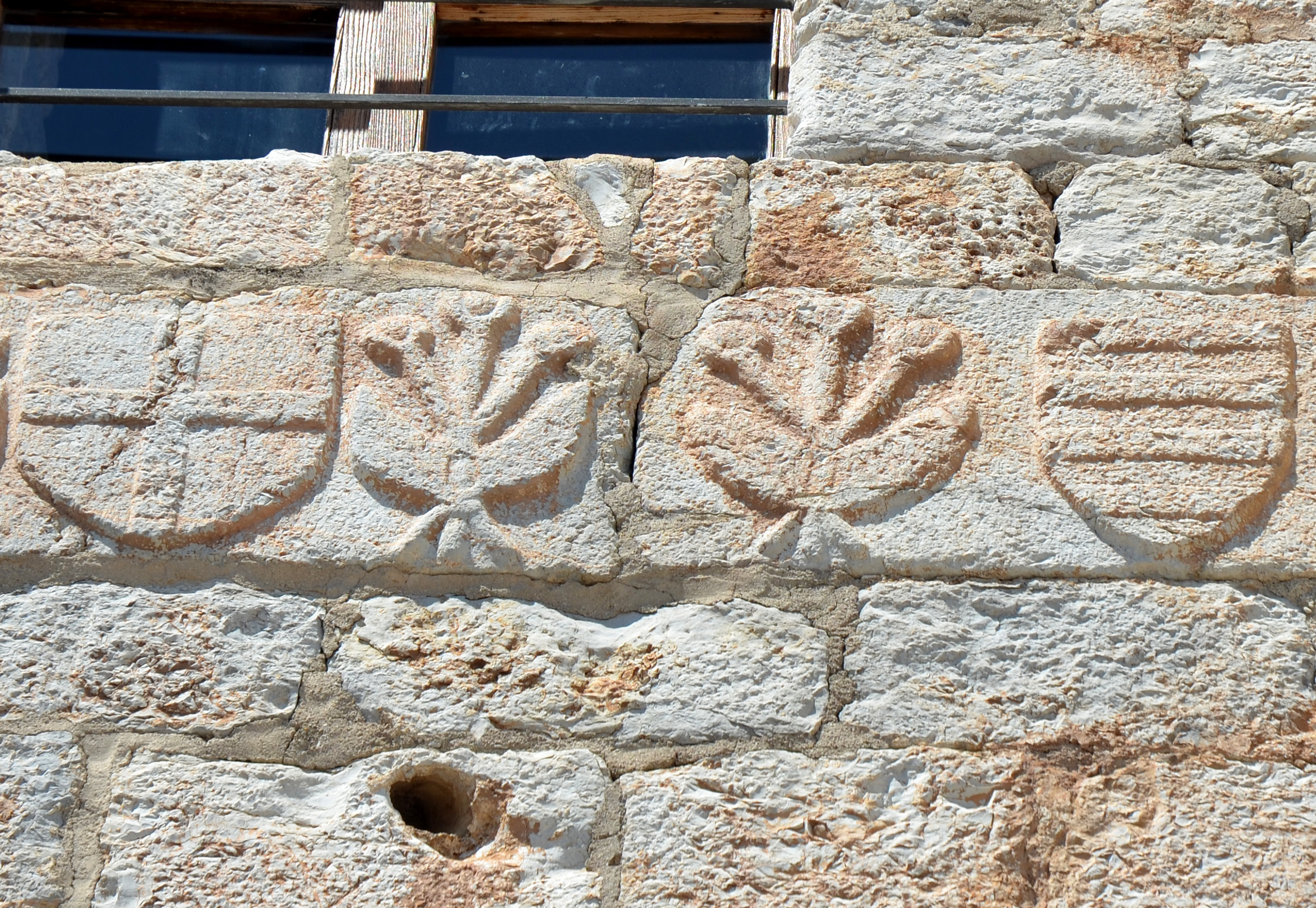
Fris heràldic del castell templer de Peníscola (Baix Maestrat). Els escuts són, d'esquerra a dreta: creu de l'orde del Temple, cards de Berenguer de Cardona, mestre provincial, i escut faixat d'Arnau de Banyuls [dels Aspres] que fou comanador de Peníscola (1298-1307) i de Gardeny (1307).

La comanda (o sotscomanda) del Mas de la Garriga fou una de les comandes catalanes de l'orde del Temple que estava situada al sud-est del terme municipal de Perpinyà, a la riba esquerra del riu Rard. Desapareguda totalment, fins fa pocs anys no se'n coneixia ni la ubicació exacta ni l'any de la seva fundació, la qual cosa resolgué la publicació del Diplomatari del Masdéu.

## Història
El Mas de la Garriga fou una de les deu cases subalternes (o sotscomandes) de la “batllia o comanda del Masdéu”.
Com el seu nom indica té l'origen en un mansus, com la casa mare. Els templers del Masdéu, la instal·laren al mig del camp, al límit meridional de la parròquia de Sant Joan de Perpinyà, a fi i efecte que dirigís i administrés una explotació agropecuària. La fundació d'aquesta comanda rural posa en evidència els avantatges i privilegis que en les darreres dècades del segle xii, havia obtingut l'orde per al foment de la ramaderia. El Mas de la Garriga fou la primera fundació d'aquest tipus a la plana del Rosselló; encara que el 1197 s'hi documenti Pere Porcell com a primer comanador, era propietat de l'orde des de mitjan segle xii.
Una mostra significativa de la importància econòmica d'aquestes activitats es pot veure en un document de l'any 1277, en què Ramon Desbac, comanador del Masdéu, ven a Guillem Tolsà, paraire de Perpinyà, tota la producció anual de la llana dels moltons i de tots els ovins del Mas de la Garriga. La quantitat cobrada per la venda superava de llarg la totalitat dels ingressos que percebia la comanda en un any. Aquests ingressos figuren en l'inventari d'un capbreu de 1264.
L'any 1318, després que el Temple fos extingit, la major part dels seus béns, com arreu, foren cedits a l'Orde de l'Hospital de Sant Joan de Jerusalem. Les possessions del Rosselló passaren a formar part del Gran Priorat de Catalunya i es reorganitzaren en tres comandes, el Masdéu, Bajoles i Orla. La resta de sotscomandes dependents del Masdéu esdevingueren priorats. El Mas de la Garriga deixà de ser comanda per passar a ser un priorat dependent de la Comanda de Bajoles.
Una visita de milloraments de «la comanda de Bajoles i sos membres» de l'any 1661, diu que el Mas de la Garriga es trobava entre Cabestany i Sant Nazari. Aleshores, el cençalistes del Mas de la Garriga eren els hereus de Miquel Masdéu, mercader de Perpinyà, els quals el tenien arrendat a un masover.

## Edifici
Es coneixen les característiques de la seu de la comanda del Mas de la Garriga per un document dels primers anys de domini hospitaler. L'any 1323, fra Guillem de Millars, comanador de Sant Llorenç de les Arenes, per ordre de fra Ramon d'Empúries, prior de Catalunya, donà en emfiteusi l'antiga casa templera del Mas de la Garriga. En aquell moment la casa estava molt deteriorada i calia practicar-li unes obres de millorament molt importants que no podien assumir els hospitalers; per aquest motiu cediren a cens la propietat útil de la casa que sempre havia estat un domini directe. El document fa una descripció exhaustiva de l'estat de la finca i de les característiques arquitectòniques.
El mas era una autèntica fortalesa de les que en aquella època, particularment perillosa, havien proliferat per la plana rossellonesa. Tenia planta quadrangular resseguida d'altes muralles i els angles reforçats amb torres. Tot construït de bona carreuada i amb aquella maçoneria tan pròpia del Rosselló que és l'opus spicatum. Per a major protecció, com a la casa del Masdéu, el recinte estava circuït per un fossat que, a l'entrada (encara que no ho digui el document) hi tenia un pont llevadís. Des de finals del segle xiii disposà també de capella, dedicada a Santa Maria.

## Comanadors
- Pere Porcell març 1197-maig 1204
- Pere d'Estagell ag. 1220-maig 1236
- Pere Boer abr. 1244
- Ramon Cavallera jul. 1250
- Pere de Pontellà jul. 1253
- Pere de Cànoes març 1256-maig 1258
- Ramon Cavallera març 1265-1277
- A(rnau) d'Aiguaviva nov. 1277[11]